# 神谷まゆ
神谷 まゆ（かみや まゆ、1991年9月1日 - ）は、日本の元AV女優。東京都出身。

## 経歴
高校を卒業後、フリーターをしていた。初体験は19歳のときに中学時代の同級生とラブホテルで。AV女優になるまでの男性経験は6人。
2012年7月、h.m.p専属でAVデビュー。きっかけは、友人に事務所のマネージャーを紹介してもらったことから。
2013年、スカパー!アダルト放送大賞2013の新人賞にノミネートされた。同年末での引退を、公式ブログで発表。

## 作品

### アダルトビデオ
完全引退作となる『テレクラキャノンボール2013』を除いて、h.m.p発売
2012年
- 処女宮 〜natural〜（7月6日）
- Hello♪（8月3日）
- 神谷まゆと恋人になれる世界（9月7日）
- 神谷まゆ・星野ナミ発売記念 処女宮 25th Anniversary（10月5日）他20名出演（葉山レイコ、星野ひかる、浅倉舞、夕樹舞子、安倍なつき、古都ひかる、秋山祥子など）
- 日常 神谷まゆのリアルな生活を覗き見することができたなら（10月5日）
- 超カウントダウン2012（11月2日） 共演者多数
- 今までで一番気持ちいいセックス（11月2日）
- やりすぎ家庭教師（12月7日）

2013年
- 神谷まゆベスト 4時間（1月1日）
- 神谷まゆのガマンみるく（1月1日）
- カンパニー松尾×神谷まゆ（2月1日）
- 神谷まゆに応援されながら最高に気持ちいい射精（3月1日）
- 都合のいいカラダ（4月5日）
- 神レイプ（5月3日）
- 妄想ワンダーランド（6月7日）
- 出された精子ぜんぶ飲みます。 神谷まゆ（7月5日）
- 朝まで飲酒SEX（8月2日）
- 脂ぎった中年男とのドロドロ性交 神谷まゆ（9月6日）
- 神谷まゆのおもてなし痴女（10月4日）
- 神谷まゆベスト 4時間vol.2（10月4日）
- 上原亜衣にレズで犯される（11月1日） 共演：上原亜衣
- カンパニー松尾×神谷まゆ さよならh.m.p編（12月6日）

2014年
- 『テレクラキャノンボール2013 賞品は神谷まゆと新山かえで』(2月15日上映、2月22日発売、HMJM)

### イメージビデオ
2012年
- 初裸　virgin nude　神谷まゆ（6月14日、REbecca）
- Mayu カミマユの南国バカンス（11月22日、REbecca）

2013年
- FineGirl「神谷まゆ」超可愛い！（6月23日、ナベックス）
- Mayu2 カミマユ アゲイン（7月4日、REbecca）
- 美少女採集 神谷まゆ（9月28日、INTEC）

### お笑い
- 24時間かすみレディオ2013 DVD-BOX (2014、つくばテレビ)

## 出演

### テレビ番組
- あさだち♂テレビ!!（2012年10月 - 2013年3月、エンタ!959）
- 24時間かすみレディオ2013（2013年9月29日 、エンタ!959） 共演：かすみ果穂ほか
- 闇金ウシジマくん Season2（2014年1月 - 3月、毎日放送）- ニュー大原ガールズ(右)役

### PV
- うみのて - "SAYONARA BABY BLUE" (2013年、UK PROJECT)

## 写真集
- らぶぱら（2013年3月29日、竹書房、撮影：マキハラススム）ISBN 978-4812492611